# Rockaway Automobile Company
Rockaway Automobile Company war ein US-amerikanischer Hersteller von Automobilen.

## Unternehmensgeschichte
Das Unternehmen wurde 1903 in Rockaway in New Jersey gegründet. Im gleichen Jahr begann die Produktion von Automobilen. Der Markenname lautete Rockaway, inoffiziell auch Rambler oder Rockaway Rambler. 1904 endete die Fahrzeugproduktion. Danach gab es noch Versuche, Anlasser herzustellen.
Es gab keine Verbindung zu Mohler & Degress aus New York City, die zwischen 1902 und 1903 ebenfalls Fahrzeuge als Rockaway anboten.

## Fahrzeuge
Im Angebot stand nur ein Modell. Es hatte einen Einzylinder-Viertaktmotor, der ursprünglich für Boote entwickelt worden war. Er trieb über eine Kette die Hinterachse an. Der offene Aufbau bot Platz für zwei Personen. Der Neupreis betrug 650 US-Dollar im ersten Jahr und 700 Dollar im zweiten Jahr.